# Gasmulos
Os Gasmulos (em grego: γασμοῦλοι; romaniz.: Gasmouloi, singular: γασμοῦλος; gasmoulos) ou Vasmulos (βασμοῦλοι, singular: βασμοῦλος) era a designação aplicada aos descendentes de uniões entre Gregos bizantinos e "Latinos" (europeus ocidentais, mais frequentemente Italianos) durante os últimos séculos do Império Bizantino. Devido aos gasmulos terem sido recrutados como marinheiros na marinha bizantina pelo imperador Miguel VIII Paleólogo, o termo acabou por perder a sua conotação étnica e passou a ser aplicado de forma genérica aqueles que eram obrigados a prestar serviço militar a partir do século XIV.

## História
“A ocupação franca deixou muitos vestígios nas zonas rurais, na forma de grandes castelos e torres isoladas, mas deixou poucas marcas na população grega e nas suas instituições. Conquistadores e conquistados nunca se misturaram realmente, exceto para produzir alguns mestiços desprezados (Gasmoûloi) que geralmente alinhavam com os Gregos. Os recém-chegados não foram em número suficiente para obter um controlo efetivo no país, e permaneceram até ao fim como uma série de guarnições em terra estrangeira. A sua conquista tornou-se um episódio, não um fator formativo na vida da Grécia. A 'Nova França' acabaria por morrer para sempre ante o avanço dos turcos, deixando para trás pouco mais do que vestígios arqueológicos para lembrar um brilhante interlúdio da cavalaria ocidental.”

— W. A. Heurtley 

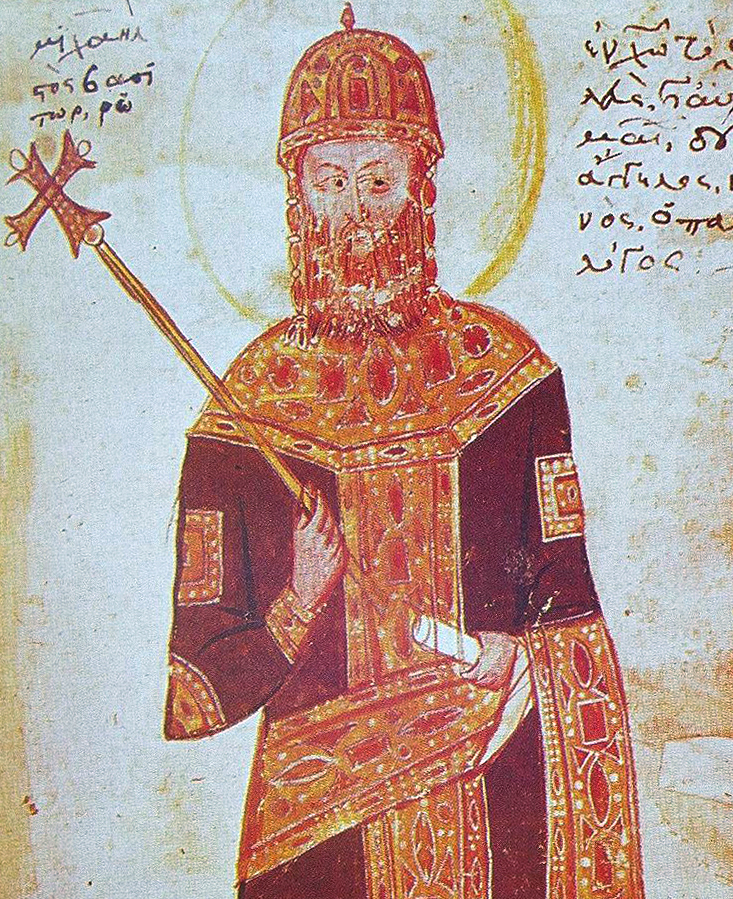
O imperador empregou gasmulos na sua marinha

Após a Quarta Cruzada, os casamentos entre Gregos e Latinos ocorreram de forma muito limitada, quando o Império Latino e outros principados ocidentais se estabeleceram em território bizantino.
O termo gasmoulos é de etimologia desconhecida e apareceu pela primeira vez na segunda metade do século XIII. É provável que tenha alguma relação como a palavra latina mulus ("mula"). Embora fosse geralmente usado para designar filhos dessas uniões mistas, mais especificamente designava os filhos dew mãe bizantina e pai latino (usualmente veneziano). Os gasmulos eram ostracizados socialmente e alvo da desconfiança tanto por parte dos Bizantinos como dos Latinos, que desconfiavam da sua identidade ambígua. Nas palavras dum tratado francês de c. 1330 — «Apresentam-se a si próprios como Gregos aos gregos e como Latinos aos Latinos, sendo todas as coisas para toda a gente...» Num tratado assinado em 1277 entre Miguel VIII e os Venezianos, os gasmulos de ascendência veneziana eram considerados cidadãos venezianos, mas nas décadas subsequentes, muitos declararam fidelidade a Bizâncio. Como alguns dos seus descendentes, em contrapartida, quiseram reclamar a sua cidadania veneziana, o tema dos gasmulos foi um fator de discórdia nas relações entre o Império e a República Sereníssima até à década de 1320.
Depois da reconquista de Constantinopla pelas forças de Miguel VIII em 1261, os gasmulos foram contratados pelo imperador como mercenários. Juntamente com homens da Lacónia, serviram como infantaria ligeira da marinha, como parte do esforço de Miguel para restabelecer uma marinha "nacional" bizantina forte. O corpo Gamúlico (Gasmoulikon) desempenhou um papel proeminente nas campanhas bizantinas para recuperar as ilhas do Egeu nas décadas de 1260 e 1270, mas depois da morte de Miguel VIII, o seu sucessor Andrónico II Paleólogo dissolveu grande parte da marinha em 1285. Tendo o imperador recusado pagar-lhes qualquer remuneração e não tendo trabalho, alguns gasmulos ainda se mantiveram no serviço imperial, mas muitos outros procurram emprego nas frotas latinas e turcas, ou como guarda-costas de magnates; outros tornaram-se piratas.
No início do século XIV a noção de gasmoulikē douleia ("serviço como gasmulos") já tinha perdido a conotação étnica específica e gradualmente passou a referir qualquer serviço como soldado com armamento ligeiro, tanto no mar como em terra. Nesta função, os gasmulos serviram os Bizantinos e Otomanos no século XIV e os principados latinos do Egeu (onde o servitio et tenimento vasmulia era hereditário) nos séculos XV e XVI. A marinha bizantina continuou a usar os seus serviços durante o último século da existência do império. Os gasmulos desempenharam um papel de relevo na guerra civil bizantina de 1341-1347, apoiando aguerridamente o seu comandante, o mega-duque Aleixo Apocauco, contra o imperador João VI Cantacuzeno. Depois da vitória deste último, muitos dos gasmulos de Constantinopla devem ter sido dispensados. Os gasmulos de Calípoli acabaram por se juntar aos Otomanos, constituindo as tripulações das primeiras armadas otomanas.